# Carlos Gruezo (labdarúgó, 1995)
Carlos Armando Gruezo Arboleda (IPA: [ˈkaɾlos ˈɣɾweso]; Santo Domingo, 1995. április 19. –) ecuadori válogatott labdarúgó, az LDU Quito középpályása. Édesapja Carlos Gruezo.
A FIFA honlapja „technikailag képzett, jól passzoló labdatartó középpályásként” jellemzi.

## Pályafutása

### Klubcsapatokban
Pályafutását az Independiente del Valle csapatánál kezdte, mielőtt csatlakozott volna az ország legsikeresebb klubjához, a Barcelona SC-hez.
Gruezo 2014-ben részt vett a VfB Stuttgart dél-afrikai év eleji barátságos meccsein. Január 30-án  négyéves szerződést írt alá a német csapattal. Első gólját 2014. november 28-án, a Freiburg 4–1-es legyőzésekor szerezte, ezzel ő lett a német élvonal első ecuadori gólszerzője.

### Válogatottban
Ecuador színeiben játszott a 2011-es U17-es labdarúgó-világbajnokságon és a 2013-as U20-as Copa America tornán.
Az ecuadori labdarúgó-válogatottban 2014. május 17-én mutatkozott be, a Hollandia elleni meccs második félidejében állt be Christian Noboa helyére. Június 6-án bekerült Ecuador 23 fős világbajnoki keretébe.

## Statisztika

### A válogatottban
| Válogatott | Év       | Pályára lépés | Gól |
| ---------- | -------- | ------------- | --- |
| Ecuador    | 2014     | 8             | 0   |
| Ecuador    | 2015     | 2             | 0   |
| Ecuador    | 2016     | 7             | 0   |
| Ecuador    | 2018     | 4             | 0   |
| Ecuador    | 2019     | 5             | 0   |
| Ecuador    | 2020     | 3             | 1   |
| Ecuador    | 2021     | 9             | 0   |
| Ecuador    | 2022     | 8             | 0   |
| Ecuador    | 2023     | 7             | 0   |
| Ecuador    | 2024     | 11            | 0   |
| Összesen   | Összesen | 64            | 1   |

#### Góljai a válogatottban
| # | Időpont            | Helyszín                                | Ellenfél | Gólok | Eredmény | Kiírás               |
| - | ------------------ | --------------------------------------- | -------- | ----- | -------- | -------------------- |
| 1 | 2020. november 12. | Estadio Hernando Siles, La Paz, Bolívia | Bolívia  | 3–2   | 3–2      | 2022-es VB-selejtező |

## Sikerei, díjai
Barcelona SC
- Serie A de Ecuador
  - Bajnok (1): 2012

 Dallas
- US Open Cup
  - Győztes (1): 2016